# Evangelische Kirche (Eppe)
Die Evangelische Kirche Eppe ist ein denkmalgeschütztes Kirchengebäude, das in Eppe steht, einem Ortsteil der Gemeinde Korbach im Landkreis Waldeck-Frankenberg (Hessen). Die Kirchengemeinde gehört zum Kirchenkreis Twiste-Eisenberg im Sprengel Marburg der Evangelischen Kirche von Kurhessen-Waldeck.

## Beschreibung
Die klassizistische Saalkirche aus Quadermauerwerk mit dem Kirchturm im Westen wurde 1875/76 errichtet, nachdem 1866 der Vorgängerbau wegen Baufälligkeit abgerissen werden musste. Das mit Strebepfeilern gestützte Kirchenschiff ist mit einem Satteldach bedeckt. Aus dem Satteldach des Turms erhebt sich ein achteckiger Dachreiter, dessen spitzer, schiefergedeckter Helm die Zifferblätter der Turmuhr trägt. Die beiden Kirchenglocken wurden 1722 und 1744 von Johann Melchior Derck gegossen. 1876 wird dem Orgelbauer Eduard Vogt ein Auftrag zum Bau einer Orgel mit 5 Registern, einem Manual und einem angehängten Pedal erteilt.